# Дарвинизъм
Дарвинизъм е термин, който обединява множество идейни течения или концепции, свързани с трансмутацията на видовете или с еволюцията, включващи и такива, които нямат нищо общо с трудовете на Чарлз Дарвин. Под Дарвинизъм се разбират различни неща в зависимост от историческия контекст, като особено значение има кой употребява термина.
Терминът е употребен за пръв път от Томас Хъксли през април 1860 г. Тогава е използван с цел описание на идеи, свързани с еволюцията, сред които и идеите на Томас Малтус и на Хърбърт Спенсър. В края на 19 век терминът се свързва само с идеята, че естественият подбор е единственият еволюционен механизъм в противовес на ламаркизма. Дарвинизъм в този му смисъл бива временно изместен като научно обяснение на еволюцията от менделизма, докато не се осъществява обединение на двете теории в съвременната еволюционна теория. Във времето след тяхното обединение, дарвинизмът се свързва понякога със специални идеи
Терминът „дарвинизъм“ продължава и днес да се употребява в научните среди, но с времето все повече се счита на неподходящ за описание на съвременната теория за еволюцията. Дарвин например е бил незапознат с трудовете на Грегор Мендел, поради което е имал само бегла и неточна представа за наследствеността, а за генетичния дрейф не е имал никаква представа. В наши дни, особено в Съединените щати, терминът „дарвинизъм“ често се използва от поддръжниците на креационизма като пейоративен термин.

## Дарвинизмът през 19 век
Най-напред с „дарвинизъм“ се означават трудовете на Еразмус Дарвин от края на 18 век. Днес обаче обикновено се счита, че терминът влиза в употреба през 1860 г., когато Томас Хъксли прави рецензия в списание Уестминстър ривю на публикувания през 1859 г. труд на Чарлз Дарвин „Произход на видовете“. Хъксли приветства книгата като „истинско оръжие в арсенала на либерализма“, чрез което научния натурализъм се издига над теологията. Хъксли възхвалява полезността от идеите на Дарвин, като същевременно изразява резерви относно дарвиновия градуализъм и съмнявайки се, че може да се докаже, че естественият отбор може да доведе до образуване на нови видове. Хъксли дори сравнява приноса на Дарвин с този на Коперник за движението на планетите.
Скоро дарвинизмът се превръща в сборно понятие за поредица еволюционни (а често и революционни) концепции и в областта на биологията, и в областта на социологията. Един от най-известните примери за разширяване на значението на термина „дарвинизъм“ се обобщава в израза „оцеляване на най-приспособения“, чийто автор е философът Хърбърт Спенсър. Този израз впоследствие се превръща в емблема на дарвинизма, въпреки че собственото разбиране на Спенсър за еволюцията се доближава по-скоро до това на Жан-Батист Ламарк, отколкото до това на Дарвин, а освен това и предхожда публикуването на теорията на Дарвин. Това, което днес се нарича „социален дарвинизъм“ – или прилагането на дарвиновите принципи в „борбата“ (за оцеляване) в едно общество, е било по онова време синоним на дарвинизма. Идеите на социалния дарвинизъм са били противопоставяни на политическата сцена на филантропските. Друга интерпретация от това време, подкрепяна от Френсис Галтън, полубратовчед на Дарвин, е че понеже естественият отбор вече не играел роля в „цивилизованите“ общества, било възможно „нисшите“ прослойки (които иначе естествено биха били елиминирани като гени) да вземе надмощие над „висшите“. Галтън стига по този начин до идеята, че са необходими целенасочени мерки за коригиране на тази тенденция, с което основава евгениката.
По времето на Дарвин не съществува конкретна дефиниция на „дарвинизма“ и бива използвана от противници и поддръжници на биологичната теория на Дарвин в произволно значение в твърде широк контекст. Тези вторични идеи имат международен резонанс. Ернст Хекел развива теза, позната в Германия като „дарвинизъм“ (Darwinismus), която обаче има повърхностна прилика с теорията на Чарлз Дарвин, като в центъра ѝ въобще не лежи естествения отбор.
Днес се смята погрешно, че реакциите срещу идеите на Дарвин са възникнали и са се разпространили по същото време. Алфред Ръсел Уолъс, съавтор на идеята за естествения отбор, изнася през 1886 г. серия от лекции на тема „дарвинизъм“ в Съединените щати, започвайки от Ню Йорк и продължавайки през Бостън, Вашингтон, Канзас, Айова и Небраска и стигайки до Калифорния, без да срещне особена опозиция.